# Rugby-Union-Nationalmannschaft von St. Vincent und den Grenadinen
Die Rugby-Union-Nationalmannschaft von St. Vincent und den Grenadinen repräsentiert den karibischen Inselstaat St. Vincent und die Grenadinen in der Rugby Union. Das Team wird von World Rugby als Nationalmannschaft der dritten Kategorie eingestuft.

## Geschichte
Nach der Verbandsgründung 1998 nahm die Nationalmannschaft erstmals im Jahr 2005 den Spielbetrieb auf. Das erste Länderspiel war zugleich ein Qualifikationsspiel für die Rugby-Union-Weltmeisterschaft 2007. St. Vincent und die Grenadinen verlor die Partie mit 25:36 gegen die Auswahl von St. Lucia. Bei der Qualifikation zur Rugby-Union-Weltmeisterschaft 2019 gab es für das Team mit 0:48 gegen Jamaika die bislang höchste Niederlage.

## Teilnahmen an Weltmeisterschaften
- 1987 nicht teilgenommen
- 1991 nicht teilgenommen
- 1995 nicht teilgenommen
- 1999 nicht teilgenommen
- 2003 nicht teilgenommen
- 2007 1. Qualifikationsrunde
- 2011 1. Qualifikationsrunde
- 2015 1. Qualifikationsrunde